# Kurt Weichler
Kurt Weichler (* 21. Oktober 1927) ist ein ehemaliger deutscher Fußballspieler, der zwischen 1950 und 1954 für EHW/Stahl Thale in der DDR-Oberliga, der höchsten Spielklasse im DDR-Fußball, aktiv war. Dort bestritt er 86 Punktspiele und erzielte 19 Tore.

## Sportliche Laufbahn
Mit knapp 22 Jahren kam Kurt Weichler 1949 von der drittklassigen Sportgemeinschaft in Neinstedt zum Zweitligisten SG Eisenhüttenwerk Thale. Mit der SG EHW wurde Weichler Fußball-Landesmeister von Sachsen-Anhalt. In der Landesmeister-Aufstiegsrunde qualifizierte sich die Mannschaft für die Saison 1950/51 der DDR-Oberliga. Weichler bestritt sein erstes Oberligaspiel am 17. Dezember 1950 im 17. Punktspiel der SG EHW zuhause gegen Fortschritt Meerane (5:2). Sein erstes Oberligator erzielte er fünf Spieltage später beim 4:0 im Heimspiel gegen Lok Stendal. Bis zum Saisonende wurde Weichler insgesamt 15-mal in der Oberliga eingesetzt und erzielte dabei drei Tore. Im Laufe der Saison war die SG EHW in die Betriebssportgemeinschaft (BSG) Stahl Thale umstrukturiert worden. In den beiden folgenden Spielzeiten gehörte Weichler zum Spielerstamm der Stahl-Mannschaft. Von den 68 Oberligaspielen verpasste er nur neun Partien und gehörte mit seinen 15 Treffern, die er in der Regel als Linksaußenstürmer erzielte, zu den zuverlässigsten Torschützen seiner Mannschaft. Mit Platz fünf erreichte die BSG Stahl 1952/53 das beste Ergebnis in ihrer Oberligageschichte. Umso überraschender kam der Abstieg in der folgenden Saison. Auch Weichler hatte keine gute Spielzeit, denn er konnte in den 28 Punktspielen nur elfmal eingesetzt werden und erzielte auch nur ein Meisterschaftstor. Nach dem Abstieg spielte Stahl Thale 1954/55 in der DDR-Liga. Dort bestritt Weichler 20 der 26 Punktspiele und fand mit seinen sieben Ligatoren auch zur alten Treffsicherheit zurück. Platz sieben in der Ligastaffel 2 reichte Thale indes nicht für den Klassenerhalt, da die DDR-Liga von drei Staffeln auf eine reduziert wurde. Die BSG Stahl Thale versank damit für Jahre im unterklassigen Fußballbereich, Kurt Weichler kehrte nicht mehr in die höheren Fußballligen zurück.